# L'Âge des sirènes

L'Âge des sirènes est un court métrage français de 24 minutes réalisé par Héloïse Pelloquet, sorti en 2016.
Il s'agit du deuxième court métrage réalisé par Héloïse Pelloquet, diplômée de la Fémis, après Comme une grande, sorti en 2014.

## Synopsis
Mattis est un jeune collégien de 15 ans vivant sur une petite île. Titulaire du brevet des collèges, il travaille sur un chalutier avec un vieux pêcheur. À la rentrée, tous ses amis veulent poursuivre leurs études à l'internat sur le continent. Mattis, à l'opposé, se découvre une passion pour la pêche et le travail en mer.
Ce court métrage a pour principale thématique la fin de l'enfance et l'entrée dans le monde des adultes dans une période d'incertitudes renforcée par le contexte insulaire.

## Fiche technique
- Réalisation : Héloïse Pelloquet
- Assistants : Rémi Brachet, Margot Pelloquet
- Scénario : Rémi Brachet, Héloïse Pelloquet
- Dialogues : Rémi Brachet, Héloïse Pelloquet
- Société de production : Why Not Productions (Paris)
- Producteur : Mélissa Malinbaum
- Photographie : Augustin Barbaroux
- Mixage : Marion Papinot
- Compositeur de la musique originale : Arthur Pelloquet
- Décors : Michael Drouard
- Montage : Héloïse Pelloquet
- Scripte : Anaïs Sergeant

## Distribution
- Mattis Durand : Mattis
- Clémence Boisnard : Élodie
- Imane Laurence: Imane

## Réception du film
Le journal Télérama qualifie l'œuvre de « film fluide et lumineux » à l'occasion du Festival international du court métrage de Clermont-Ferrand de 2017.
Fort de ses nombreux prix, le court métrage est diffusé à la Cinémathèque française, à Paris, en octobre 2016.
Il est aussi programmé à la soirée Format court au Studio des Ursulines (Paris) en janvier 2017.

## Distinctions
- Compétition nationale, Festival international du court métrage de Clermont-Ferrand, 2017[7]
- Prix du public, mention spéciale interprétation masculine, Festival Premiers Plans d'Angers, 2017[8]
- Prix du Syndicat Français de la Critique de Cinéma, Meilleur court métrage, 2016[9]
- Prix spécial du jury, Kiev International Short Film Festival, Molodist, 2016
- Prix du meilleur court-métrage, Festival du film de Sarlat, 2016
- Prix RTS, Festival international du film de Genève - Tous Ecrans, 2016
- Compétition nationale, Festival Côté court de Pantin, 2016